# Igreja Zlătari
A Igreja Zlătari (em romeno: Biserica Zlătari) é um templo da Igreja Ortodoxa Romena construído em 1850, por iniciativa do bispo Calistrat Livis e dedicado à Natividade de Nossa Senhora (Nașterea Maicii Domnului). Foi projetada pelo arquiteto e de estilo bizantino com influências de brâncovenesc. É uma igreja paroquial desde 1888 e situa-se na Avenida da Vitória, uma das principais artérias do centro de Bucareste, a capital da Roménia. O seu nome tem origem nos ourives de prata que aparentemente existiam na área.

## História
A igreja erigida em 1850 substituiu uma anterior construída no mesmo local em 1705 por Miguel Cantacuzino, um alto dignitário da corte principesca da Valáquia, e dedicada aos mártires São Demétrio e São Jorge. Por sua vez, a igreja de 1705 substituiu uma igreja de madeira, da qual há registos da sua existência em 1637, possivelmente construída por Helena Cantacuzino, filha do voivoda Radu Șerban (m. 1620).
A igreja tinha estatuto de mosteiro, que tinha na sua posse terras, lojas e outros imóveis, tendo-se convertido numa das igrejas mais ricas da Valáquia. Duas das possesões da igreja eram uma estalagem (o Hanul Zlătari) e a melhor mercearia de Bucareste. No século XIX, a área e as lojas que pertenciam à igreja eram frequentada pela mais alta burguesia e aristocracia de Bucareste e a estalagem rivalizava com o luxuoso Hotelul Damaris, mais conhecido como Grand Hotel de France, em termos de luxo, celebridade e visitantes famosos ou muito ricos.
A igreja e a estalagem foram muito danificadas pelos sismos de 1802 e 1838 e embora tenham sido restauradas, o bispo Livis decidiu reconstruí-la completamente. O alpendre frontal, apoiado em quatro colunas imita os pórticos das casas tradicionais romenas. No interior há diversas esculturas de madeira e ícones emoldurados com prata, pintados por George Tattarascu entre 1853 e 1856. Em frente ao altar-mor está guardada, desde 1790, a mão direita de São Cipriano, um dos padroeiros da igreja juntamente com outro mártir chamado Teoctisto, que foi morto em Nicomédia em 304. São Cipriano é um santo muito popular entre os ortodoxos de Bucareste, que acorrem à igreja para esconjurar a má sorte, mau-olhado, feitiços e maldições ou em busca de curas milagrosas, apesar disso ser uma tradição que não agrada ao pároco.
A estalagem e um campanário foram demolidos em 1903 para ampliar a Avenida da Vitória. A igreja foi restaurada em 1907 e em 1971–1973, para reparar os danos do sismo de 1940. Em 2008 foi levado a cabo outro projeto de recuperação, que incluíram as pinturas do interior.
A igreja é sede duma paróquia muito ativa tanto no campo religioso como no apoio social. A paróquia tem um coro, o Cantate Domino, do qual são membros cantores profissionais, que atua na igreja aos domingos. Alguns dos seus sacerdotes foram figuras destacadas da sociedade romena e alguns deles foram opositores do regime comunista que vigorou entre 1947 e 1989.